# ایلیانا آیوتوا

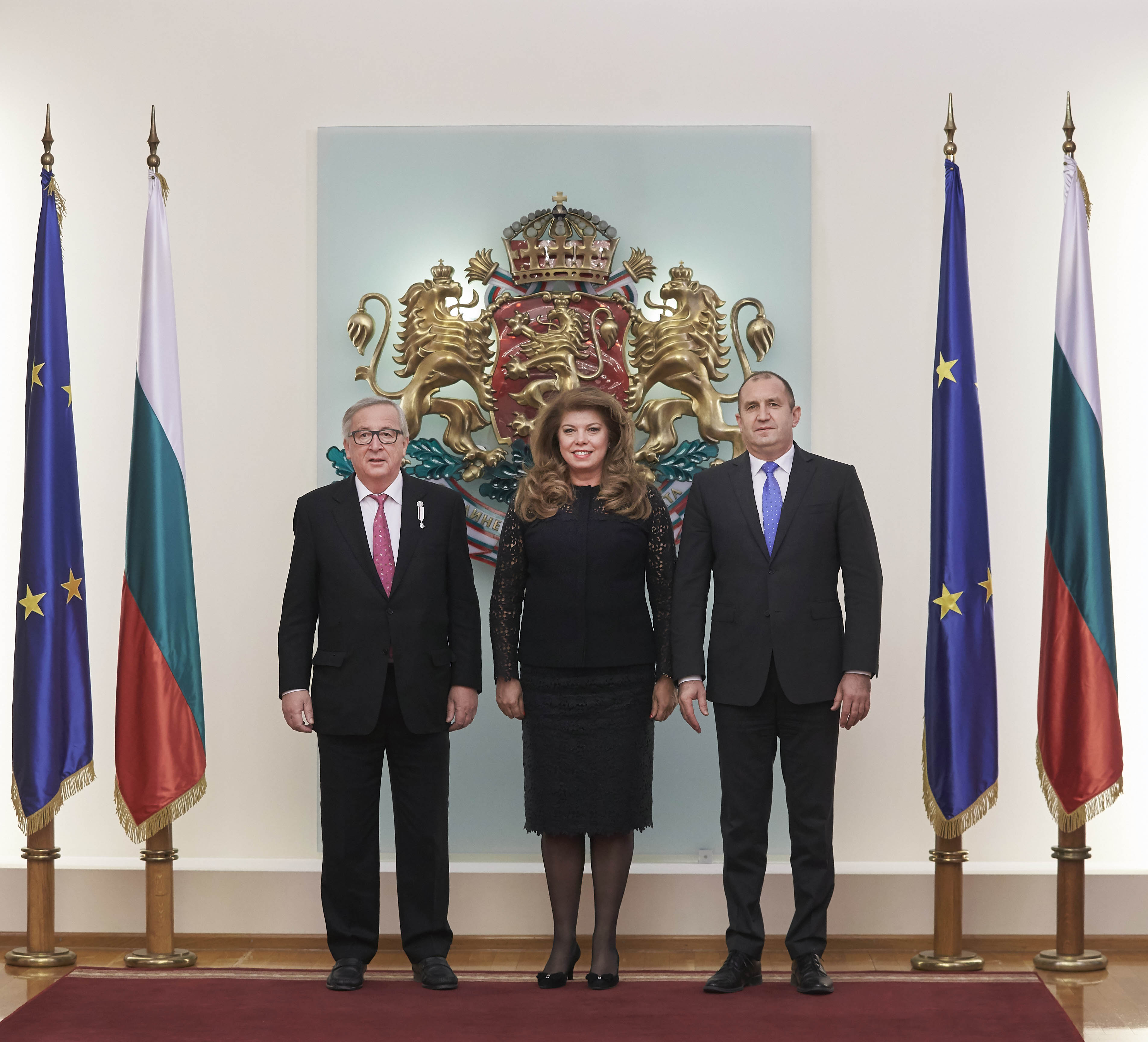
آیوتوا با رومن رادف رئیس جمهور بلغارستان و ژان کلود یونکر رئیس کمیسیون اروپا در صوفیه

ایلیانا مالینووا آیوتوا ( بلغاری: Илияна Малинова Йотова ; زاده ۲۴ اکتبر ۱۹۶۴) یک سیاستمدار بلغاری است. او از سال ۲۰۱۷ به عنوان معاون رئیس جمهور بلغارستان خدمت می کند. پیش از  این آیوتوا مدعی رومن رادف بود که در دور دوم انتخابات ریاست جمهوری ۲۰۱۶ ، نامزد حزب جی ای آر بی ، تتسکا تساچوا  را مغلوب کرد. بعد از آن او از سال ۲۰۰۷ تا هنگام استعفای خود در تاریخ ۱۶ ژانویه ۲۰۱۷ عضو پارلمان اروپا بود. آیوتوا به زبان  بلغاری ، فرانسوی و انگلیسی مسلط می باشد.